# Prebost dels mercaders de París

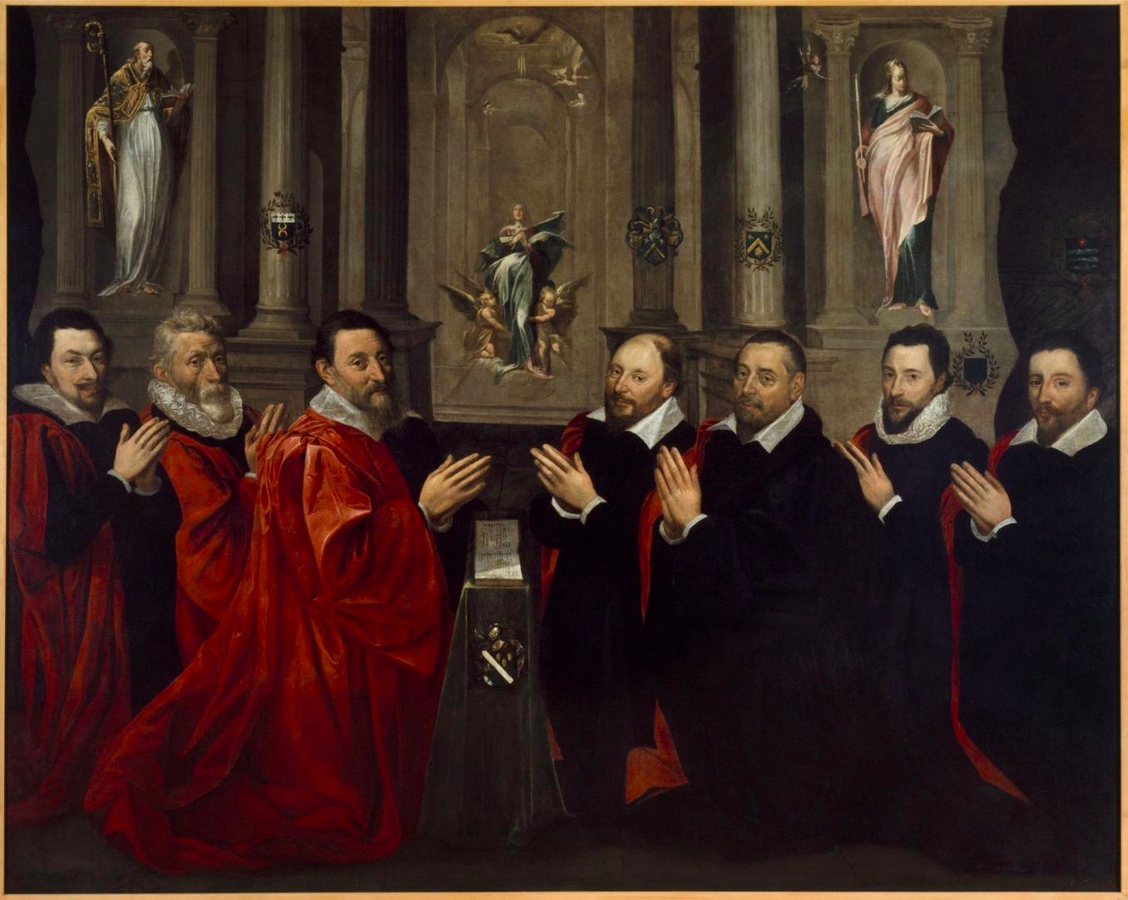
El prebost dels mercaders i els echevins de París el 1611.

El Prebost dels mercaders de París era el cap de govern de la capital francesa durant l'Antic Règim. Assistit per quatre mercaders d'aigua o échevins, ostentava la jurisdicció sobre el comerç fluvial, i s'encarregava de les principals funcions administratives de París, com el control comercial de la vila i les obres públiques. Té el seu precedent en el càrrec de prebost de París.
Contrari a concedir nous privilegis a la vila de París, el rei Lluís IX de França nomenà prebost de París Étienne Boileau per tal d'evitar que el càrrec fos transmissible. La corporació dels mercaders d'aigua havia obtingut alhora una jurisdicció instal·lada al « Parloir aux Bourgeois » situat vora el Panthéon, a l'actual número 20 de la rue Soufflot. Els burgesos obtindrien així el Prévôt des marchands amb competències estrictament comercials.

## Història
En l'edat mitjana Lluís IX de França reforma l'organització administrativa parisenca, establint en 1263 un òrgan de govern format per representants dels mercaders de l'aigua, qui des de 1170 havien regulat el comerç al Sena per via fluvial. Al comandament d'aquests mercaders, va col·locar al Prebost dels mercaders de París, sent Evrard de Valenciennes el primer a ostentar el càrrec, assistit per quatre échevins.
Encara que les competències del Prebost eren teòricament limitades a assumptes comercials, foren augmentades a mesura que creixien els llaços que s'establien entre aquest òrgan polític, i la burgesia parisenca. L'elecció del prebost i dels echevins tenia lloc el 16 d'agost de cada any. L'elecció de 1590 es va suspendre a causa del setge de la vila per Enric IV

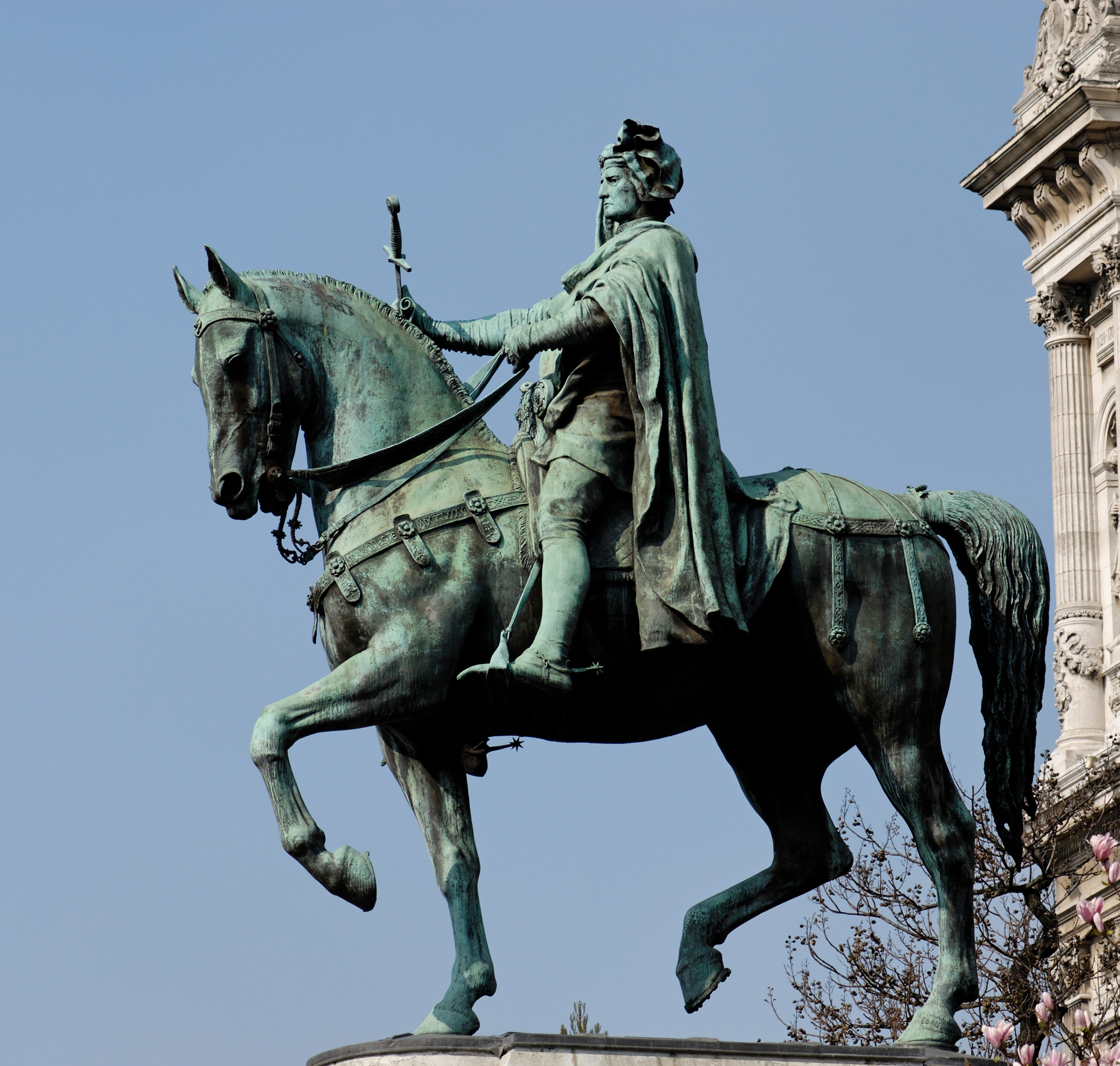
Étienne Marcel marca l'apogeu dels prebosts.

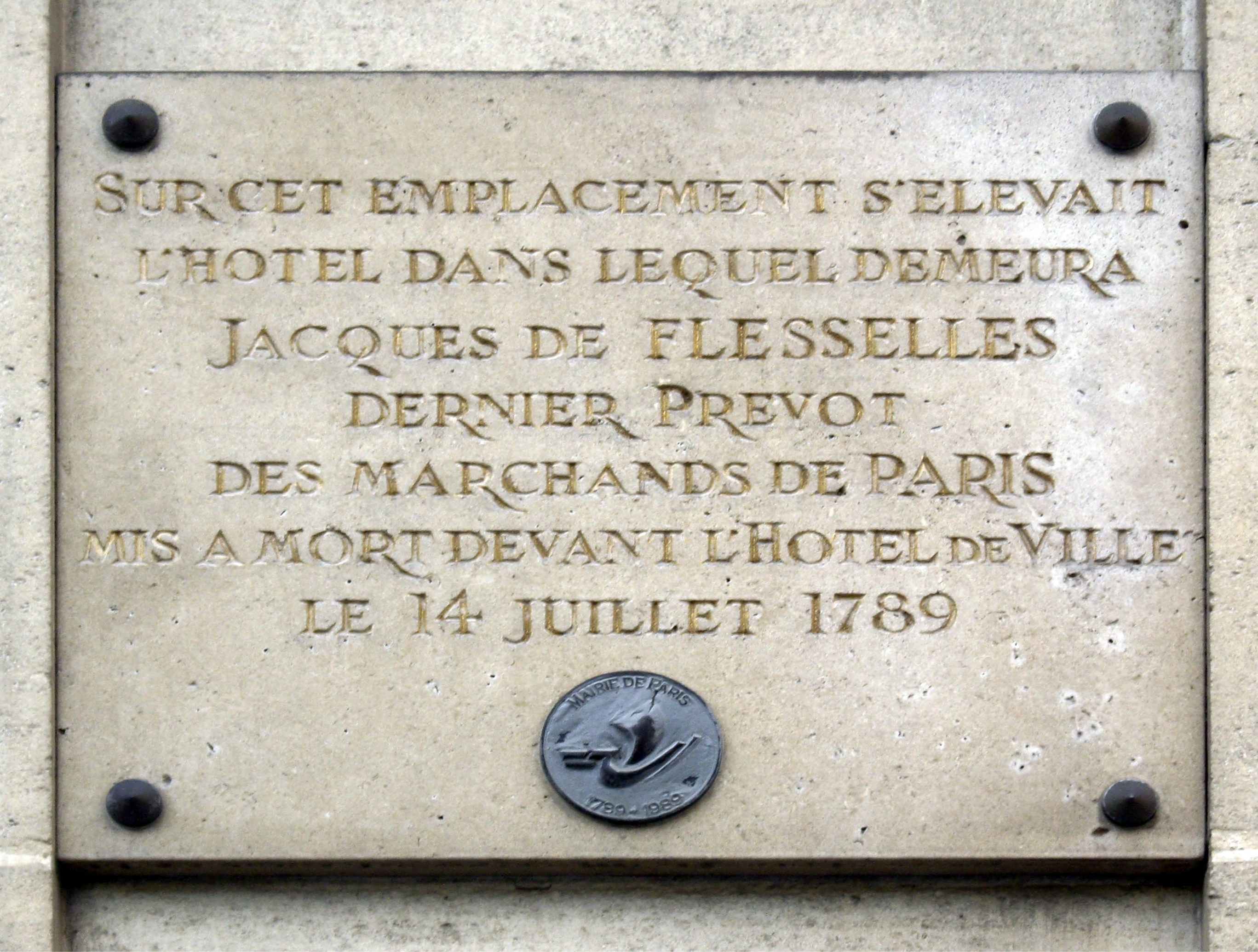
Fi del prebost de Paris en 1789.

El mandat d'Étienne Marcel, entre els anys 1354 i 1358, marca l'apogeu del paper polític del Prebost. No obstant això, a partir d'Étienne Marcel els poders són cada vegada menors, arribant fins i tot a suprimir-se el càrrec en 1383 després de la Revolta dels Maillotins.
En 1412 es restablí el càrrec, que va romandre subordinat al rei a partir de llavors.
Aquest càrrec va ser suprimit definitivament després de la Revolució francesa, sent l'últim a ocupar el càrrec Jacques de Flesselles entre els anys 1788 i 1789. El 14 de juliol va ser assassinat durant la Presa de la Bastilla. L'endemà, va ser nomenat el primer alcalde de París: Jean Sylvain Bailly.

## Llista dels prebosts dels mercaders de París
| - Evrard de Valenciennes (1263-1268) - Jean Augier (1268-1270) - Raoul de Pacy (1270-1276) - Guillaume Pisdoe (1276-1280) - Guillaume Bourdon (1280-1289) - Jean Arrode (1289-1293) - Jean Popin (1293-1296) - Guillaume Bourdon (1296-1298) - Étienne Barbette (1298-1304) - Guillaume Pisdoe (1304-1314) - Étienne Barbette (1314-1321) - Jean Gencien (1321-1328) - Jean La Pie (1328-1330) - Adam Loncel ou Boucel (1330-1331) - Jean Gencien (1331-1332) - Adam Boucel (1332-1334) - Guillaume Pisdoe (1334-1336) - Guillaume Ami (1336-1338) - Jean La Pie (1338-1343) - Jean Pisdoe (1343-1352) - Jean de Pacy (1352-1354) - Étienne Marcel (1354-1358) - Tristan Gencien (1358) - Jean Culdoë (1358-1359) - Jean Desmarets (1359-1364) - Jean Culdoë le Jeune (1364-1371) - Jean Fleury (1371-1381) - Guillaume Bourdon (1381-1383) Pas de prévôt des marchands de 1383 à 1387 - Jean Juvénal des Ursins (1388-1412) - Pierre Gencien (1412-1413) - André d'Espernon (1413) - Pierre Gencien (1413-1415) - Philippe de Breban (1415-1417) - Étienne de Bonpuits (1417) - Guillaume Cirasse (1417-1418) - Noël Marchand (1418-1420) - Hugues Le Coq (1420-1429) - Guillaume Sanguin (1429-1431) - Hugues Rapiout (1431-1434) - Hugues Le Coq (1434-1436) - Michel de Lallier (1436-1438) - Michel des Landes (1438-1444) - Jean Baillet (1444-1450) - Jean Bureau (1450-1452) - Dreux Budé (1452-1456) - Mathieu de Nanterre (1456-1460) - Henri de Livres (1460-1466) - Michel de La Grange (1466-1468) - Nicolas de Louviers (1468-1470) - Denis Hesselin (1470-1474) - Guillaume Le Comte (1474-1476) - Henri de Livres (1476-1484) - Guillaume de La Haye (1484-1485) - Jean du Drac (1486-1489) - Pierre Poignant (1490-1491) - Jacques Piédefer (1492–1493) - Nicolas Viole (1494–1495) - Jean de Montmirel (1496–1497) - Jacques Piédefer (1498–1499) - Nicolas II Potier (1499–1501) - Germain de Marle (1502–1503) - Eustache Luillier (1504–1505) - Dreux Raguier (1506–1507) - Pierre Le Gendre (1508–1509) - Robert Turquain o Turquant (1510–1511) - Roger Barme (1512–1513) - Jean Brulart (1514–1515) - Pierre Cleutin (1516-1517) - Pierre Lescot (1518-1519), pare de l'arquitecte Pierre Lescot - Antoine Le Viste (1520-1521) - Guillaume Budé (1522-1523), humanista | - Jean Morin (1524-1525) - Germain de Marle (1526–1527) - Gaillard Spifame (1528–1529) - Jean Luillier (1530–1531) - Pierre Viole (1532–1533) - Jean Tronson (1534–1537) - Augustin de Thou (1538-1540) - Etienne de Montmirail (1540-1542) - André Guillart (1542-1544) - Jean Morin (1544-1546) - Louis Gayant (1546-1548) - Claude Guyot (1548-1552) - Christophe de Thou (1552-1554) - Nicolas de Livres (1554-1556) - Nicolas Perrot (1556-1558) - Martin de Bragelongne (1558-1560) - Guillaume de Marle (1560-1564) - Claude Guyot (1564-1568) - Nicolas de Neufville (1566-1570) - Claude Marcel (1570-1572) - Jean Le Charron (1572-1576) - Nicolas Luillier (1576-1578) - Claude d'Aubray (1578-1580) - Augustin II de Thou (1580-1582) - Étienne de Neuilly (1582-1586) - Nicolas Hector (1586-1588) - Michel Marteau (1588-1589) - Jean Drouart (1589) - Michel Marteau, senyor de la Chapelle (1589-1590) - Charles Boucher (1590-1592) - Jean Luillier (1592-1594) - Martin Langlois (1594-1598) - Jacques Danès (1598-1600) - Antoine Guyot (1600-1602) - Martin de Bragelongne (1602-1604) - François Miron (1604-1609) - Jacques Sanguin (1609-1612) - Gaston de Grieu (1612-1614) - Robert Miron (1614-1616) - Antoine Bouchet de Bouville (1616-1618) - Henri de Mesmes (1618-1622) - Nicolas de Bailleul (1622-1628) - Christophe Sanguin (1628-1632) - Michel Moreau (1632-1638) - Oudart Le Féron (1638-1641) - Christophe Perrot (1641) - Macé Boulanger (1641-1644) - Jean Scarron (1644-1646) - Hiérome Le Féron (1646-1650) - Antoine Le Fèvre (1650-1654) - Alexandre de Sève (1654-1662) - Daniel Voisin (1662-1668) - Claude Le Peletier (1668-1676) - Auguste Robert de Pomereu (1676-1684) - Henri de Fourcy (1684-1692) - Claude Bosc (1692-1700) - Charles Boucher seigneur d'Orsay (1700-1708) - Jérôme Bignon (1708-1716) - Charles Trudaine (1716-1720) - Pierre Antoine de Castagnères de Châteauneuf (1720-1725) - Nicolas Lambert (1725-1729) - Michel-Étienne Turgot (1729-1740) - Félix Aubery (1740-1743) - Louis Basile de Bernage (1743-1758) - Jean-Baptiste de Pontcarré de Viarmes (1758-1764) - Armand-Jérôme Bignon (1764-1772) - Jean-Baptiste François de la Michodière (1772-1778) - Antoine-Louis Lefebvre de Caumartin (1778-1784) - Louis Le Peletier de Morfontaine (1784- 28 d'abril 1789) - Jacques de Flesselles (28 d'abril-14 juliol 1789) |